# Grande Pierre (Maupertus-sur-Mer)
Pour les articles homonymes, voir Grande Pierre.
La Grande Pierre est un menhir du néolithique qui se dresse sur le territoire de la commune française de Maupertus-sur-Mer, dans le département de la Manche, en région Normandie.

## Localisation
Le menhir de la Grande Pierre est de nos jours situé, sur le plateau, au bord de la route départementale 611 sur la commune de Maupertus-sur-Mer, dans le département français de la Manche. Avant son déplacement il se dressait dans le Clos de la Pierre du Levant.

## Historique
Le menhir, couché et enterré par les Allemands pendant la Seconde Guerre mondiale lors de l'agrandissement de l'aéroport de Maupertus, a été redressé et installé près de la route départementale 611 en septembre 1997.

## Description
Le menhir est constitué d'un bloc naturel de poudingue (galets cimentés naturellement par du grès) de 4 m de hauteur pour une largeur à la base de 2,20 m et une épaisseur de 0,55 m.

## Protection aux monuments historiques
Le menhir est classé au titre des monuments historiques par liste de 1889.